# Abatacept
Abatacept é um fármaco utilizado no tratamento da artrite reumatóide (AR), moderada a grave.
O medicamento é um modulador da co-estimulação, que atua sobre a célula T, responsável pela cascata do processo inflamatório na membrana sinovial, que ocasiona a erosão óssea. Em outras palavras, eles atua em um estágio mais precoce do que os tratamentos utilizados, baseados no uso de analgésicos, antiinflamatórios não-esteróides e glucocorticóides. O abatacept atua apenas na segunda etapa de ativação da célula T, sendo as demais funções biológicas não alteradas.

## Marcas comerciais
- Orencia®